# Sill et Veolia
Sill 2 est un voilier monocoque de course au large de la classe Imoca, mis à l'eau le 26 avril 2004 à Cherbourg, où il a été construit. Destiné à Roland Jourdain, il remplace Sill, premier du nom, avec lequel Jourdain a terminé troisième du Vendée Globe en 2000, remporté l’année d’après la Transat Jacques-Vabre, et fini en 2001 et 2002 champion du monde Imoca. Le nouveau bateau est comme le premier sponsorisé par Sill (Société industrielle laitière du Léon), via la division Sill compétition qui gère le programme du skipper maison.
En septembre 2004, Roland Jourdain trouve un partenaire supplémentaire, Veolia Environnement. Le monocoque est rebaptisé Sill et Veolia. En 2006, Sill met fin à son parrainage. Le bateau prend alors le nom de Veolia Environnement. À sa barre, Roland Jourdain s'illustre dans plusieurs courses, notamment dans deux Vendée Globe.
Le bateau court la Barcelona World Race 2010-2011 sous le nom de Neutrogena. Il est revendu fin 2011 à Samantha Davies, qui l'engage dans le Vendée Globe 2012-2013 sous les couleurs de Savéol.
Depuis 2023, barré par François Guiffant, il porte le nom de Partage.

## Historique

### Sill
En mai 2004 aux 1 000 milles de Calais, l’équipage de Sill est composé de Gaël Le Cléac'h, François Scheek, Bruno Béhuret, Hugues Destremau et Roland Jourdain. Abandon sur problème au niveau de la jonction voile de quille/bulbe. « C’est vraiment par mesure de vigilance et principe de précaution que nous préférons nous retirer de la course » après la découverte d'une « petite anomalie à la liaison entre la quille et son bulbe ».
À la suite de ces problèmes de quille, Roland Jourdain renonce à participer à la Transat anglaise.
Son équipe décide de multiplier par 2,5 la raideur de la quille, pour réduire le phénomène de torsion.
Fin juin 2004 : Sill est remis à l’eau avec une quille consolidée. « Nous effectuons depuis lundi dernier des sorties à la journée afin de tester et de régler Sill. Le comportement du bateau est sain et la quille ne vibre plus ! Quel bonheur d’être à nouveau sur l’eau ! »
En juillet Roland Jourdain effectue sa qualification pour le Vendée Globe par une navigation de 2 500 milles vers Terre-Neuve.

### Sill et Veolia
Le 17 septembre 2004, à la suite de l’arrivée de Veolia Environnement en tant que nouveau sponsor de Roland Jourdain, le bateau rebaptisé Sill et Veolia est remis à l’eau à Concarneau après un chantier estival consacré aux appendices (quille et safrans relevables) et à l’aménagement intérieur.  
Le 7 novembre 2004 a lieu le départ du Vendée Globe. Roland Jourdain et son nouveau bateau sont les favoris de cette cinquième édition. 
Le 17 décembre, alors qu’il est à 110 milles du leader Vincent Riou, Roland Jourdain se retire de la course à la suite d'une avarie sur sa quille en carbone : fissure au niveau de la tête de quille. « L'affaire se dégrade. La fissure horizontale du côté bâbord de la quille est maintenant visible à l'avant et à tribord. Sous l'effet des vérins hydrauliques, la fissure crache un jus noir, du carbone. Je ne sais pas où cela va s'arrêter. »
Il arrive à Hobart le 20 décembre où il abandonne officiellement.
En janvier 2005 : le bateau est ramené en France déquillé sur Normandie Express, un ferry acheté par Brittany Ferries en Tasmanie. Arrivé à Roscoff en février puis remorqué jusqu’à Port-la-Forêt grâce à la vedette SNSM de Plougasnou, Sill et Veolia entre en chantier chez CDK Technologies à Port-la-Forêt.
15 avril : Roland Jourdain : « nous avons choisi de construire une quille en acier comme l’était celle de Sill premier du nom. » 
22 mai 2005 : départ de la Calais Round Britain Race : première victoire pour le bateau qui a enfin démontré ses performances dans des conditions variées et musclées.
Dimanche 29 mai 2005 : l'équipage de Sill et Veolia (Jean-Luc Nélias, Gaël Le Cleac’h, Philippe Legros, Ronan Le Goff, Roland Jourdain) remporte la Calais Round Britain Race 2005. 6 jours 16 heures 43 minutes 21 secondes pour parcourir les 1 815 milles de ce tour des îles britanniques dans le sens des aiguilles d'une montre de Calais à Calais à la vitesse moyenne de 11,29 nœuds. Sill et Veolia améliore de le record de la course, détenu depuis 2003 par Vincent Riou sur PRB, de 2 jours 17 heures 5 minutes 20 secondes. 
16 juillet 2005 : tentative de record SNSM de Saint-Nazaire (SN) à Saint-Malo (SM) sur un parcours de 284 milles. 2e temps en 1 jour 11 heures 25 minutes et 50 secondes, à 27 minutes de Virbac Paprec. 
Août 2005 : Fastnet Race, Sill et Veolia (Roland Jourdain) termine 3e, derrière Virbac Paprec (Jean-Pierre Dick) et Cheminées Poujoulat (Bernard Stamm)  
Août : en chantier d'avant transat avec comme objectif, le gain de poids. Et nouveau test de redressement à 90°.
Samedi 5 novembre 2005 : départ de la Transat Jacques-Vabre : Roland Jourdain fait équipe avec Ellen MacArthur sur Sill et Veolia. Ils font le break dans les alizés portugais, en compagnie de Virbac Paprec. À l’arrivée à Salvador de Bahia, Sill et Veolia se classe à la 2e place, 35 minutes après Virbac Paprec.
2006 chantier d'hiver : vérification complète du bateau.
18 au 21 juin 2006 : Record SNSM, Saint-Nazaire - Saint Malo. Sill et Veolia décroche le 2e temps des monocoques IMOCA en 1 j 8 h 54 min, 5 minutes de plus qu’Ecover de Mike Golding. 
5 novembre 2006 : Sill et Veolia est au départ de la Route du Rhum. 12 jours, 11 heures, 58 minutes et 58 secondes plus tard, Sill et Veolia remporte l’épreuve, moins d’une demi-heure devant son sister-ship VM Matériaux de Jean Le Cam. 
Après la victoire dans la Route du Rhum, SILL ferme Sill Compétition qui gérait le programme du skipper maison. Veolia devient propriétaire du bateau qui prend le nom de  Veolia Environnement.

### Veolia Environnement
Hiver 2006-2007 : Pour hisser les performances au niveau des nouveaux IMOCA qu’on annonce 5 % plus rapides que la génération 2004, le bateau subit un profond lifting orchestré par Éric Levet du cabinet Marc Lombard et par Juan Kouyoumdjian : 50 kg de gagnés sur la coque, nouveau mât aile, appendices entièrement revus.
2007 : première édition de la Barcelona World Race, course autour du monde en double sans escale. Roland Jourdain est secondé par Jean-Luc Nélias.
17 décembre : démâtage au sud de l’océan Indien à 1 600 milles des côtes australiennes. Il faudra près de 2 semaines pour rejoindre Fremantle sous gréement de fortune.
Janvier 2008 : commande d’un nouveau mât chez CDK Technologies, qui délègue la fabrication du tube chez JMV à Cherbourg, là où le bateau a été construit.
Mars 2008 : retour du bateau par cargo, à Zeebruges en Belgique, puis par convoi exceptionnel jusqu’à Concarneau.
À deux mois du départ de la Transat anglaise, Roland Jourdain doit renoncer à s'aligner au départ prévu le 11 mai, en raison des retards pris dans la livraison du bateau et la fabrication du nouveau mât.
21 mai 2008 : Veolia Environnement est remis à l’eau après un chantier de 5 semaines. Le nouveau mât est renforcé à la base, et le système de safrans optimisé. 

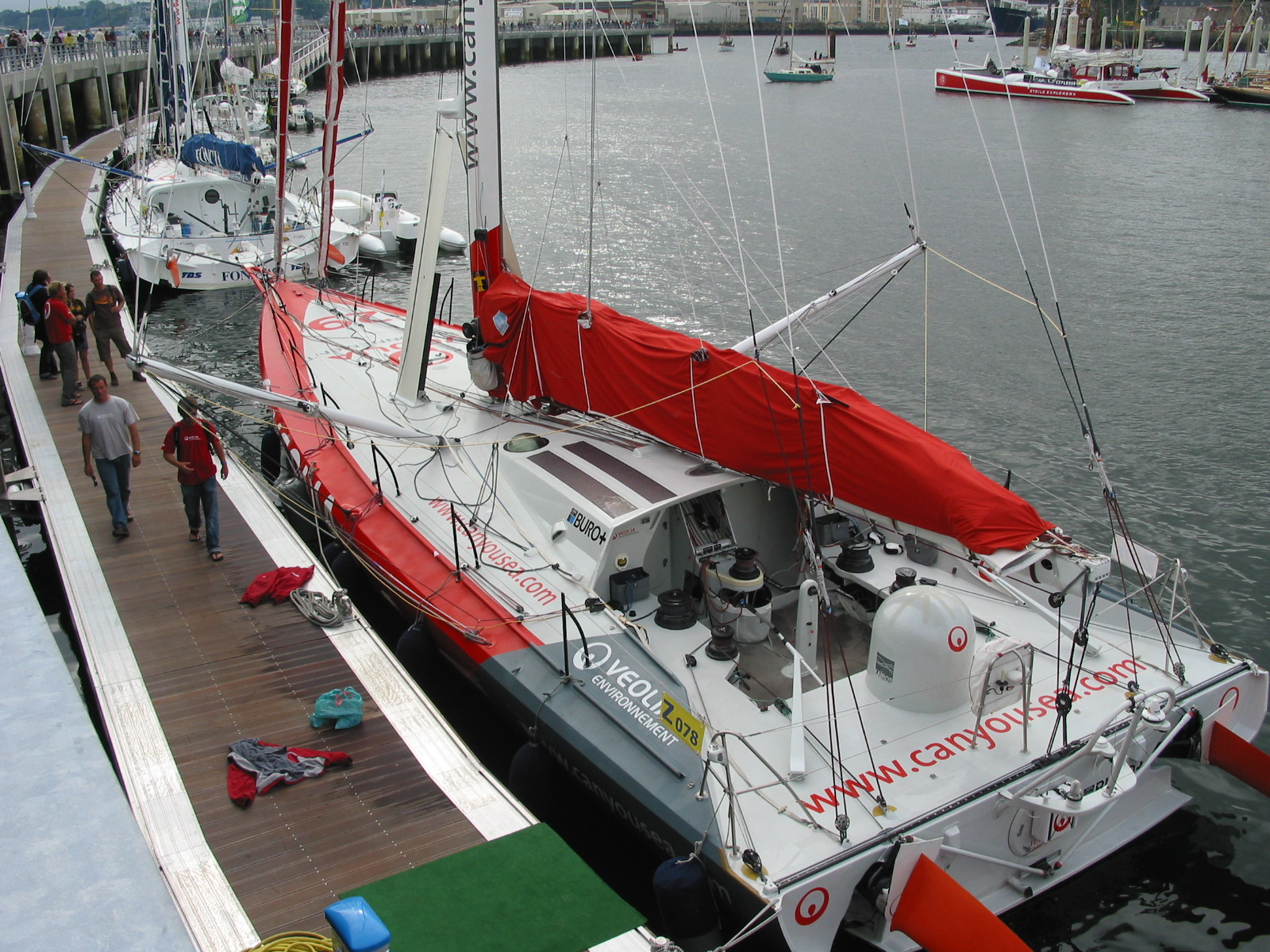
Veolia Environnement à Brest 2008.

Été 2008 : Réglage du bateau, navigations au large, entraînements et qualification du nouveau mât, participation à Brest 2008, remise en chantier du bateau en août, puis participation au Grand Pavois de La Rochelle.
12 novembre 2008 : départ de la 6e édition du Vendée Globe.
23 décembre : au sud de la Nouvelle-Zélande Roland Jourdain (Veolia Environnement), est 2e, 72 milles derrière Michel Desjoyaux  (Foncia). Les écarts varient peu, et après 56 jours de  mer, Veolia passe le cap Horn quelques heures après Foncia.
8 janvier : choc violent avec un cétacé entraînant plusieurs fissures autour du puits de quille et de la cloison du pied de mât. Ce matin-là, lors de la vacation, Jourdain a déclaré : « Je ne peux pas en vouloir à une baleine, elle est sur son territoire ». 
29 janvier 2009 : perte du bulbe de quille consécutive à la collision avec la baleine. Roland Jourdain réussit tout de même à parcourir 700 milles sans quille pour rallier Ponta Delgada aux Açores.
2 février : abandon face aux risques que représente la traversée du golfe de Gascogne en plein hiver.
15 février : Le bateau quitte les Açores pour la France sur un cargo.
9 juin : Veolia est remis à l'eau avec une nouvelle quille fabriquée par Guelt Industries.
21 juin : Trophée SNSM, Saint-Nazaire et Sainte-Marine : 5e temps
28 août : Trophée du Bosphore.
Août / septembre 2009 : Istanbul Europa Race, course en équipage de 3 étapes : 
- Étape 1, Istanbul - Nice : 5e
- Étape 2, Nice - Barcelone : 4e
- Étape 3, Barcelone - Brest : 2e

Veolia termine 3e au classement général.
Novembre 2009 : Transat Jacques Vabre : 6e en 18 j 22 h 16 min.
Roland Jourdain et Jean-Luc Nélias (Veolia Environnement) se font chiper leur cinquième place à quelques milles de l’arrivée par Pepe Ribes et Alex Pella (W Hôtels) à la faveur d’un grain.

### Neutrogena

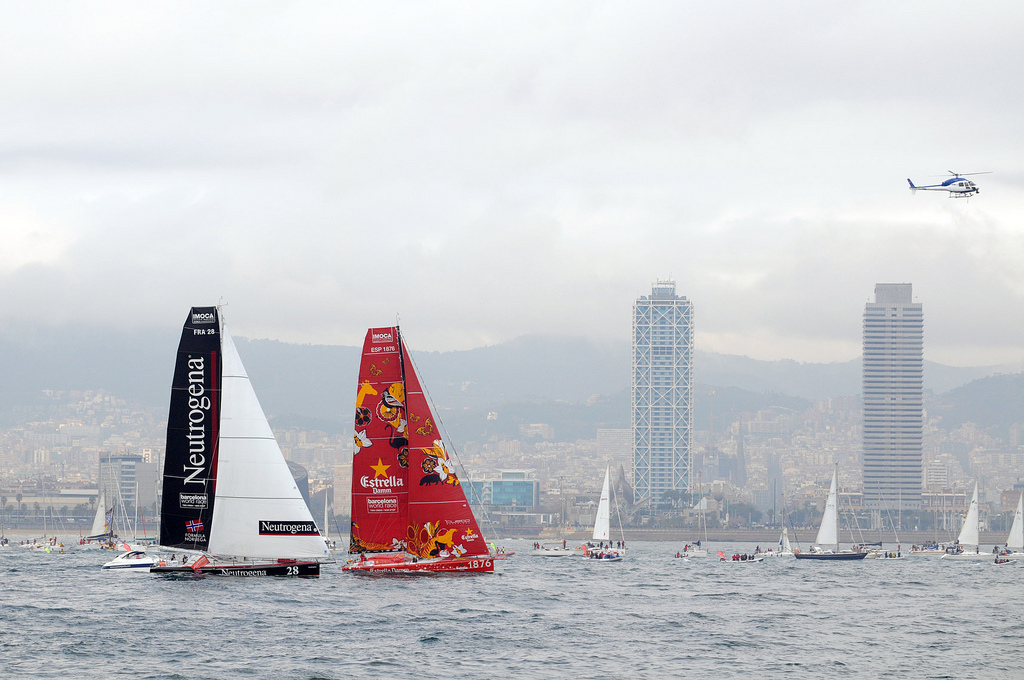
Neutrogena et Estrella Damm lors de la Barcelona World Race.

2010, un nouveau sponsor pour la Barcelona World Race est annoncé. Le bateau est à Barcelone pour achever sa préparation avec son chef de projet Philippe Laot du team Kaïros de Roland Jourdain.
31 décembre 2010 : Barcelona World Race. L’Allemand Boris Herrmann et l’Américain Ryan Breymaier participent à la course à bord de Neutrogena, l’ancien Veolia Environnement. 
8 mars 2011 : Neutrogena double le cap Horn en compagnie du maxi-trimaran Sodeb'O.
11 avril 2011 : Neutrogena termine à la 5e place. 
19 novembre : retour à Concarneau.

### Savéol

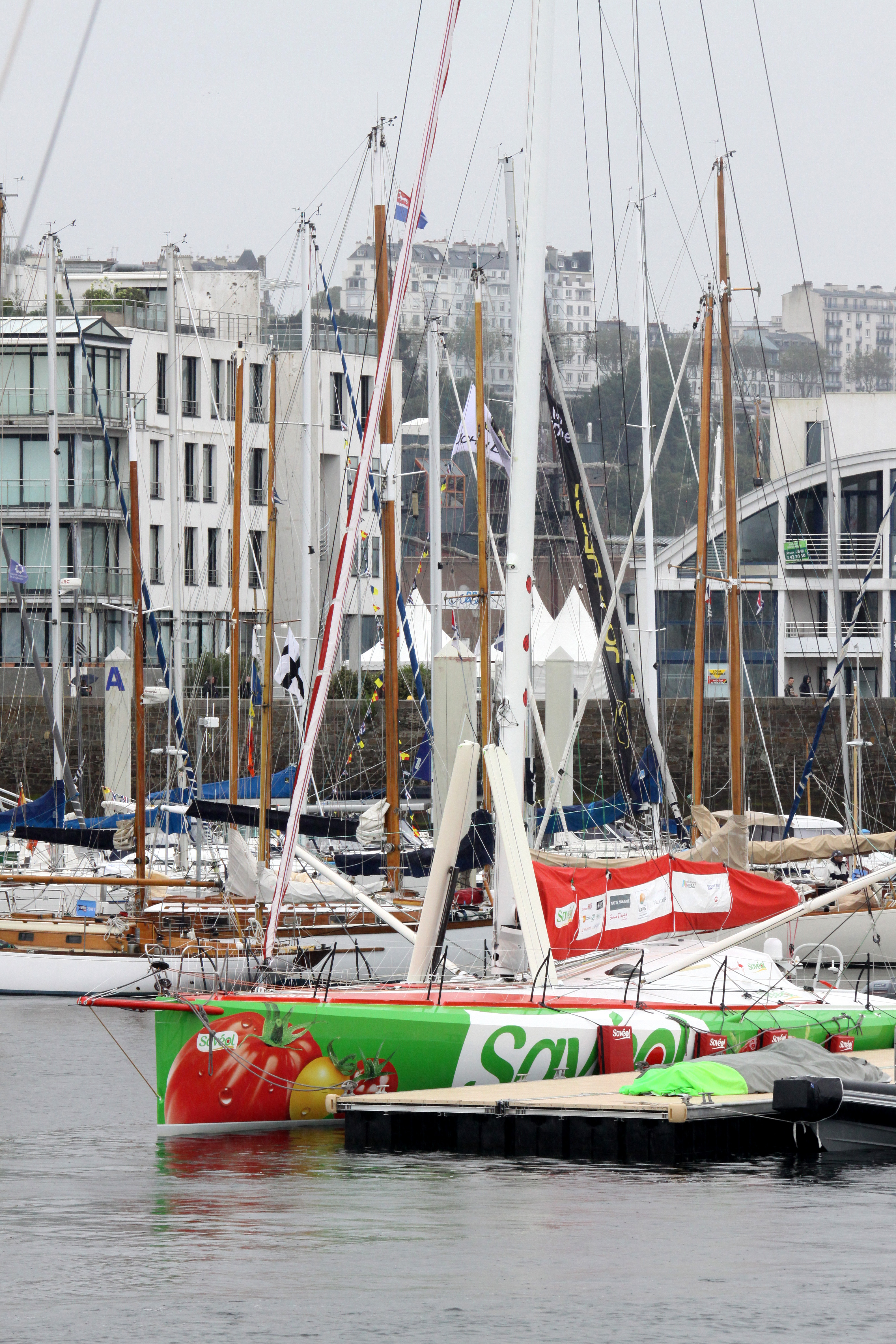
Savéol dans le port du Château à Brest, en juillet 2012.

Fin 2011, le bateau est racheté à Veolia. Au début de l’année 2012, Samantha Davies et son équipe technique ont pris possession du bateau qui portera les couleurs de Savéol au Vendée Globe 2012-2013. « J’ai récupéré un bateau performant qui a eu un bon papa (Roland Jourdain). Il a beaucoup de milles au compteur, mais il a été bien pensé, optimisé. C’est un bateau qui est simple, pas de vice, ni de système caché. À peu de chose près, il ressemble à celui que j’aurais aimé construire. Seul bémol il a été conçu pour un homme et pour pallier à [sic] mon déficit de force physique, je vais faire quelques aménagements comme rajouter des poulies… »
6 avril 2012 : baptême du bateau à Brest.
17-18 mai : Ar-men race 2e.
Août 2012 : Savéol a subi un gros chantier d’optimisation avec notamment un changement de quille. Conçue par le bureau d’étude Mer Forte de Michel Desjoyeaux, la nouvelle quille a été construite par ThyssenKrupp avec un voile de quille monobloc en inox. 
1er septembre : remise à l’eau du bateau à Port-la-Forêt.
15 novembre : après cinq jours de course dans le Vendée Globe, Savéol démâte dans un grain et une mer croisée très dure, à 130 milles à l'ouest de Madère. Samantha Davies, seule femme de la course, est contrainte à l'abandon.

### Karakoram
En 2015, Pierre Lacaze, un financier français établi à New York, souhaite courir la Route du Rhum 2018. Conseillé par Yoann Richomme, il achète Savéol. Le bateau est remis en état à Port-la-Forêt. Il est allégé, doté d'un nouveau mât et de voiles neuves. Les dérives sont raccourcies, le cockpit est réorganisé. En 2016, il est remis à l'eau sous le nom de Karakoram. Richomme est à la fois chef de projet et skipper. En mai, Karakoram court l'Armen Race, barré par Richomme. Il ne termine pas la course.

### Vivo a Beira
En 2017, Karakoram devient Vivo a Beira, du nom d'une fondation brésilienne soutenue par Pierre Lacaze, qui favorise l'éducation des enfants des favelas de Rio. Richomme est maintenant épaulé de Donatien Carme et de François Guiffant. En mai, skippé par Richomme, Vivo a Beira court le Grand Prix Guyader (5e sur 5) et l'Armen Race (4e sur 5). En août, barré par Lacaze et Richomme, il court la Fastnet Race (7e sur 9 Imoca). En septembre, barré par Yoann Richomme et Donatien Carme, il termine 7e sur 10 des 24 Heures du Défi Azimut. En novembre, barré par Lacaze et Richomme, Vivo a Beira se classe 10e sur 13 Imoca dans la Transat Jacques-Vabre.
Lacaze, qui envisageait toujours de courir la Route du Rhum 2018, finit par renoncer. En mars 2018, c'est l'ancien préparateur du bateau, François Guiffant, qui monte un projet comprenant la Route du Rhum 2018, la Transat Jacques-Vabre 2019 et le Vendée Globe 2020-2021,. Le 3 octobre, n'ayant pu boucler son budget, il jette l'éponge,.

### Ethical Power
En 2019, Lacaze loue le bateau à Conrad Colman, qui le rebaptise Ethical Power. Il souhaite participer au Vendée Globe,. En juillet 2020, faute de partenaire titre, il annonce qu'il ne sera pas au départ.

### Kattan
En 2022, le bateau devient Kattan. Pierre Lacaze s'apprête à courir la Route du Rhum. En septembre, une blessure au dos l'oblige à déclarer forfait. Son chef de projet, François Guiffant, le remplace au pied levé. Kattan a maintenant 18 ans. Il est le plus ancien des Imoca de la course. Il termine 31e sur 38 Imoca.

### Partage

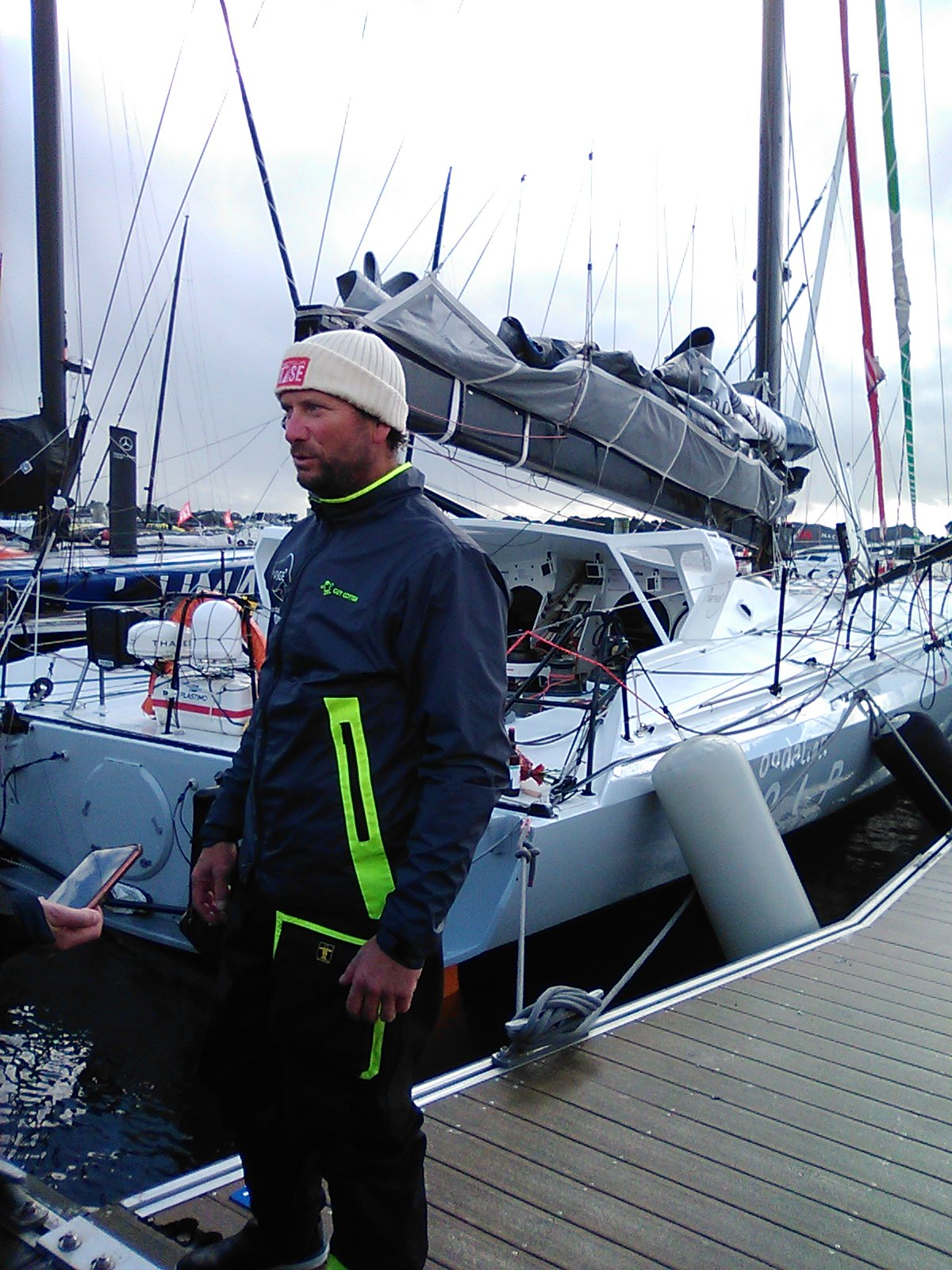
François Guiffant et Partage à leur arrivée à Lorient, au terme du Retour à la Base, le 13 décembre 2023.

En 2023, le bateau devient Partage. En novembre, barré par Aymeric Belloir et François Guiffant, il se classe 31e sur 40 Imoca dans la Transat Jacques-Vabre. En décembre, dans le Retour à la Base, course en solitaire réservée aux Imoca, Guiffant termine 29e sur 32. 
Pour le Vendée Globe 2024-2025, le nombre de concurrents est limité à 40 et les bateaux doivent avoir été lancés à partir de 2005. Mis à l'eau en 2004, Partage n'est en principe pas éligible. Les organisateurs lui accordent cependant une dérogation, à condition qu'il se qualifie, et que sa participation n'entraîne pas l'exclusion d'un autre bateau qualifié. Il faudrait donc qu'il n'y ait que 39 qualifiés, en comptant la wild card, pour que Partage soit admis à participer,,,. En mai 2024, barré par Guiffant, Partage se classe 22e sur 33 Imoca dans The Transat CIC,. En terminant cette course, Guiffant et Partage bouclent leur parcours qualificatif pour le Vendée Globe, mais toujours sous réserve d'une 40e place vacante. Ce n'est finalement pas le cas car en juin 2024 il y a 42 qualifiés. Guiffant et Partage ne prennent donc pas le départ du Vendée Globe 2024-2025.